# Prionolabis antennata
Prionolabis antennata là một loài ruồi trong họ Limoniidae. Chúng phân bố ở miền Tân bắc.